# Бер Крик (Висконсин)
Бер Крик (енгл. Bear Creek) град је у америчкој савезној држави Висконсин.

## Демографија
По попису из 2010. године број становника је 448, што је 33 (8,0%) становника више него 2000. године.
| Група             | 2000.       | 2010.       |
| Белци             | 366 (88,2%) | 273 (60,9%) |
| Афроамериканци    | 1 (0,2%)    | 1 (0,2%)    |
| Азијати           | 0 (0,0%)    | 0 (0,0%)    |
| Хиспаноамериканци | 45 (10,8%)  | 170 (37,9%) |
| Укупно            | 415         | 448         |